# Thermalbad Wiesenbad
Thermalbad Wiesenbad est une commune de Saxe (Allemagne), située dans l'arrondissement des Monts-Métallifères, dans le district de Chemnitz. La commune de "Wiesenbad" a pris le nom de "Thermalbad Wiesenbad" (ville thermale Wiesenbad) le 1er janvier 2005.